# Profundulus
Los escamudos (Profundulus) es un género, el único incluido en la familia Profundulidae, de peces de agua dulce incluida en el orden Cyprinodontiformes. Su nombre viene del latín profundus, que significa profundo. Se distribuyen por ríos de las vertientes atlántica y pacífica de Centroamérica en México, Guatemala y Honduras.
Tienen la aleta dorsal con 1 a 3 radios rudimentarios y 10 a 16 radios principales, con escamas en series laterales de 31 a 39.
Son ovíparos con fecundación externa.

## Acuariología
Aunque son peces bastante raros y difíciles de mantener en hábitat de acuario, todos los escamudos son objeto de interés, debido principalmente a su bello color verdoso con reflejos metálicos.

## Especies
En la actualidad está en un proceso de revisión la familia entera, que según unos autores tiene un único género y para otros dos géneros: Profundulus y Tlaloc. Por el momento y a la espera de que se deshaga la controversia, el género comprende diez especies reconocidas:
- Profundulus candalarius Hubbs, 1924
- Profundulus guatemalensis (Günther, 1866)
- Profundulus hildebrandi Miller, 1950
- Profundulus kreiseri Matamoros, Schaefer, Hernández y Chakrabarty, 2012.[5]
- Profundulus labialis (Günther, 1866)
- Profundulus mixtlanensis Ornelas-García, Martínez-Ramírez y Doadrio, 2015.[6]
- Profundulus oaxacae (Meek, 1902)
- Profundulus portillorum Matamoros y Schaefer, 2010.[7]
- Profundulus punctatus (Günther, 1866)
- Profundulus balsanus Ahl 1935